# Parafia Wszystkich Świętych w Michałowicach
Parafia pw. Wszystkich Świętych w Michałowicach – parafia rzymskokatolicka znajdująca się w dekanacie mogielnickim, archidiecezji warszawskiej, metropolii warszawskiej Kościoła katolickiego.

## Proboszczowie
- ks. Henryk Prażnowski (?–2025)[2]
- ks. Jarosław Sawicki (2025– ) administrator[2]